# C'è bisogno d'amore
C'è bisogno d'amore è il ventottesimo ed ultimo album in studio di Franco Califano, pubblicato nel 2009 per l'etichetta indipendente Audacia e distribuito dalla Sony Music.

## Tracce
1. C'è bisogno d'amore – 3:00 (Califano, Laurenti, Gaudino)
2. Una donna – 3:42 (Califano, A. Cardillo)
3. Quello che non sappiamo (feat. Simona Bencini) – 3:22 (Califano, Laurenti, Gaudino)
4. Strana la vita – 4:19 (Califano, Laurenti, Gaudino)
5. Un secolo che va – 3:19 (Califano, Laurenti, Gaudino)
6. Allora sì (feat. Nicky Nicolai e Stefano Di Battista) – 3:56 (Guantini, Califano)
7. Pallide memorie – 4:32 (Califano, Laurenti, Gaudino)
8. Due strade parallele – 4:35 (Califano, Laurenti, Gaudino)
9. E la chiamano estate (feat. Fabrizio Bosso) – 3:04 (Califano)
10. Solo e innamorato – 3:22 (Califano)
11. La nevicata del '56 (feat. Federico Zampaglione) – 4:25 (Cantini, Lopez, Califano, Vistarini)
12. Un tempo piccolo - Smooth jazz version with sax (feat. Renato Vecchio) – 3:52

## Formazione
- Franco Califano - voce

- Alberto Laurenti - orchestrazioni,chitarra classica, cori, programmazione.

- Stefano Zaccagnini - chitarra acustica

- Davide De Caprio - basso, contrabbasso
- Aldo Stornelli - chitarra acustica, programmazione, mandolino, chitarra elettrica
- Andrea Cardillo - programmazione brano Una donna
- Fabio Barnaba - pianoforte
- Paolo Petrilli - fisarmonica
- Daniele Bonaventura - bandoneon
- Emiliano Martinello - percussioni, cajon
- Silvia Vicari - violino
- Simona Brunello - violino
- Daniele Viri - violino
- Fabio Consiglio - violino
- Vincenzo Miglionico - violino
- Juan Carlos Albelo Zamora - violino, armonica a bocca
- Fabrizio Bosso - tromba
- Renato Vecchio - sax
- Stefano di Battista - sassofono soprano
- Nadia Natali, Letizia Liberati, Enrico Lotterini, Antonio Di Lorenzo - cori